# Zelenograd
Zelenograd (traducibile come città verde) in russo Зеленоград Зеленоградский административный округ?, è un distretto di Mosca, costituito il 1º giugno 2012 a compimento di un programma di ampliamento dei confini amministrativi della città. 

## Amministrazione
Zelenograd è suddivisa in 5 quartieri: 
- Krjukovo (Крюково)
- Matuškino (Матушкино)
- Savëlki (Савёлки)
- Silino (Силино)
- Staroe Krjukovo (Старое Крюково)

### Gemellaggi
- Unterschleißheim
- Tulsa

## Storia
Il distretto è stato fondato nel 1958, come centro per lo sviluppo dell'industria elettronica nell'allora Unione Sovietica. La cerchia urbana odierna comprende l'ex villaggio di Krjukovo, dove nella seconda guerra mondiale ebbe luogo una battaglia che segnò l'inizio della controffensiva dell'Armata Rossa contro la Wehrmacht.

## Galleria d'immagini

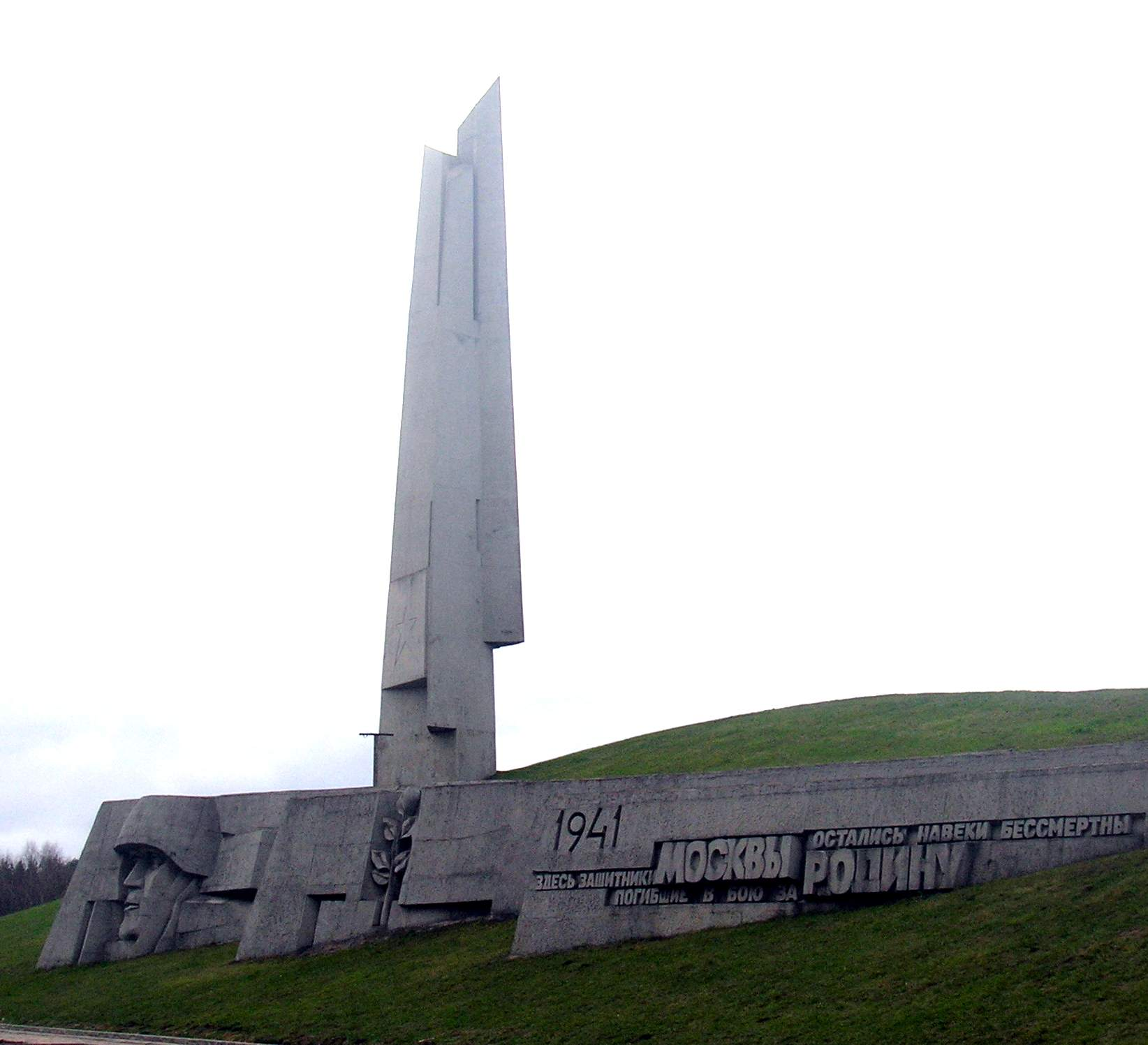
"La baionetta" (Shtyki Memorial), memoriale della battaglia di Mosca. Il monumento costituisce un emblema significativo di Zelenograd, fondata nei luoghi della battaglia.
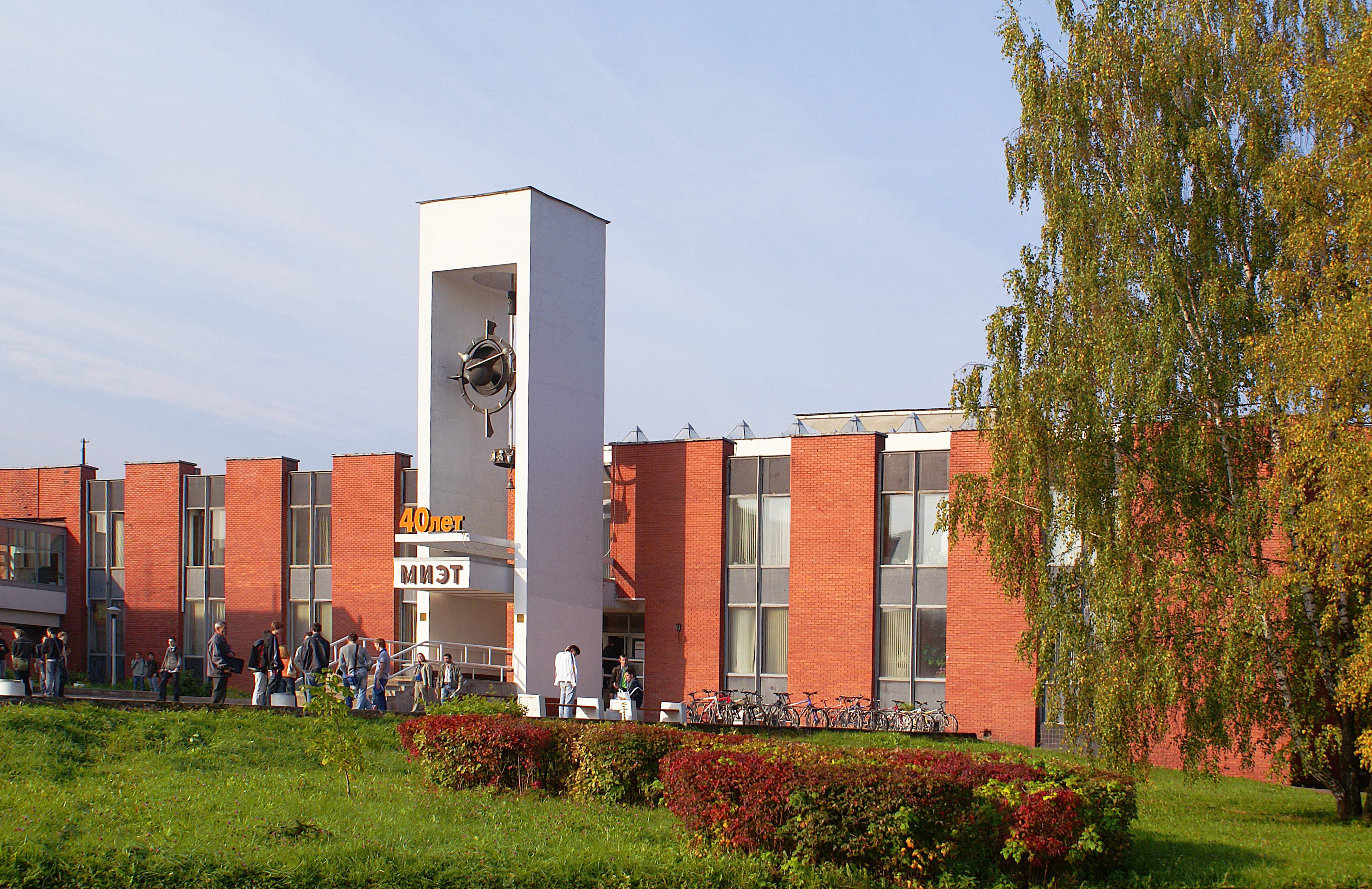
Il MIET / МИЭТ (Istituto Moscovita della Tecnologia Elettronica / Московский государственный институт электронной техники)